# Fissistigma pallens
Fissistigma pallens là loài thực vật có hoa thuộc họ Na. Loài này được (Finet & Gagnep.) Merr. mô tả khoa học đầu tiên năm 1919.